# Еврейское кладбище (Вадовице)
 Памятник культуры Малопольского воеводства: регистрационный номер А-661 от 8 июня 1990 года.
Еврейское кладбище (пол. Cmentarz żydowski) — еврейское кладбище, находящееся в городе Вадовице, Малопольское воеводство, Польша. Памятник культуры Малопольского воеводства.

## История
Еврейское кладбище в городе Вадовице было заложено в 1882 году. В настоящее время оно занимает площадь 0,5 гектаров. На некрополе сохранилось 566 надгробий с надписями на идише и иврите. Около ста надгробий разбиты или повалены. На территории кладбища также находится небольшой дом для погребальных церемоний. Кладбище огорожено кирпичной стеной с въездными воротами.
8 июня 1990 года некрополь был внесён в реестр памятников культуры Малопольского воеводства.

## Источник
- Przemysław Burchard: Pamiątki i zabytki kultury żydowskiej w Polsce. Warszawa: 1990, стр. 201.